# Roger Van Houtte
Roger Van Houtte (Blankenberge, 9 juli 1951 – Antwerpen, 16 november 2011) was een Vlaams journalist.

## Biografie
Roger Van Houtte studeerde politieke en sociale wetenschappen, richting communicatiewetenschappen aan de Katholieke Universiteit Leuven. Hij begon zijn journalistieke loopbaan in oktober 1973 bij De Nieuwe Gazet.
In januari 1986 maakte hij de overstap naar de Gazet van Antwerpen. Jarenlang werkte Van Houtte er als Antwerps stadsjournalist waarbij hij vooral het stadsbestuur kritisch opvolgde. Zo lag hij onder meer mee aan de basis van de geruchtmakende Visa-affaire. Daarbij kwamen de schepenen en enkele hoge Antwerpse stadsambtenaren in opspraak door oneigenlijk gebruik van Visa-kaarten. De zaak leidde later tot de vervanging van burgemeester Leona Detiège door Patrick Janssens. Van Houttes bijwijlen scherpe opiniestukken werden hem in politieke kringen niet altijd in dank afgenomen. Hoofdredacteur Luc Van Loon hield hem echter een hand boven het hoofd. Toen Van Loon in augustus 2004 ontslagen werd en vervangen door Luc Rademakers kwam de positie van Van Houtte onder vuur liggen. In 2006 moest hij zijn post als politiek verslaggever verlaten en werd naar de buitenlandredactie overgeplaatst. Toen eind 2008 bleek dat hij enkele e-mails had uitgewisseld met Vlaams Belang-politica Marie-Rose Morel werd ook hij ontslagen.
Na zijn gedwongen vertrek bij de krant bood N-VA hem een betrekking als stafmedewerker aan. Hij zetelde ook als lid van de Expertencommissie voor Overheidscommunicatie van het Vlaams Parlement.
Daarnaast behoorde Van Houtte tot de kernredactie van Doorbraak, een tijdschrift van de Vlaamse Volksbeweging.
Hij overleed op 60-jarige leeftijd aan een hartaanval.